# Notanthera heterophyllus
Notanthera heterophyllus är en tvåhjärtbladig växtart som beskrevs av G. Don.. Notanthera heterophyllus ingår i släktet Notanthera och familjen Loranthaceae. Inga underarter finns listade i Catalogue of Life.